# Чемпионат Москвы по футболу 1942 (весна)
Чемпионат Москвы по футболу 1942 года стал 43-м первенством столицы и третьим, проведенным Московским городским комитетом по делам физической культуры и спорта (МГКФС) в годы Великой Отечественной войны с участием сильнейших команд (команд мастеров).
Победителем стала команда «Динамо».

## Организация и проведение турнира
Чемпионат проводился по круговой системе в один круг.
Команды получали в этом первенстве за победу 2 очка, ничью — 1, поражение — 0.
В соревнованиях команд мастеров стартовали 9 клубов:
- «Спартак»
- «Динамо»
- «Крылья Советов»
- «Торпедо»
- в/ч т. Иванова — команда воинской части по фамилии командира; в ней находились в это время игроки команды «Динамо» Минск (в будущем — «Динамо-II») и ряд других футболистов;
- «Локомотив»
- «Мясокомбинат»
- «Строитель»
- «Зенит»

Позднее, в ходе турнира, команды «Строитель» и «Зенит» не смогли выставить составы на ряд матчей и те не были сыграны. В конечном итоге классификация команд была проведена без учёта этих игр по результатам матчей остальных команд между собой.

## Ход турнира

### Турнирная таблица
| № | Команды          | 1    | 2    | 3   | 4   | 5    | 6   | 7    | 8    | 9    | В | Н | П | М      | О  |
| - | ---------------- | ---- | ---- | --- | --- | ---- | --- | ---- | ---- | ---- | - | - | - | ------ | -- |
|   | «Динамо»         |      | 2:0  | 2:1 | 2:0 | 0:0  | 9:0 | 6:0  | 11:0 | 15:0 | 5 | 1 | 0 | 21 — 1 | 11 |
|   | «Крылья Советов» | 0:2  |      | 2:0 | 1:2 | 2:1  | 4:2 | 5:0  | 11:1 |      | 4 | 0 | 2 | 14 — 7 | 8  |
|   | «Спартак»        | 1:2  | 0:2  |     | 2:0 | 2:0  | 2:0 | 4:3  | 4:0  |      | 4 | 0 | 2 | 11 — 7 | 8  |
| 4 | «Торпедо»        | 0:2  | 2:1  | 0:2 |     | 2:1  | 3:2 | 2:2  |      | 8:0  | 3 | 1 | 2 | 9 — 10 | 7  |
| 5 | в/ч т. Иванова   | 0:0  | 1:2  | 0:2 | 1:2 |      | 3:1 | 12:1 | 10:0 | 8:0  | 2 | 1 | 3 | 17 — 8 | 5  |
| 6 | «Локомотив»      | 0:9  | 2:4  | 0:2 | 2:3 | 1:3  |     | 3:0  | 1:1  |      | 1 | 0 | 5 | 8 — 21 | 2  |
| 7 | «Мясокомбинат»   | 0:6  | 0:5  | 3:4 | 2:2 | 1:12 | 0:3 |      |      |      | 0 | 1 | 5 | 6 — 32 | 1  |
|   | «Строитель»      | 0:11 | 1:11 | 0:4 |     | 0:10 | 1:1 |      |      |      |   |   |   |        |    |
|   | «Зенит»          | 0:15 |      |     | 0:8 | 0:8  |     |      |      |      |   |   |   |        |    |

### Матчи
| 31 мая | «Спартак»            | 2:0     | в/ч т.Иванова | ЦДКА |
| | - Глазков 11′ (пен.) | (отчёт) |               |      |
| Спартак: Акимов - ...Вас.Соколов - Малинин, ... - Смыслов, Глазков, А.Соколов, В.Степанов, ... в/ч т.Иванова: Бычков - ...Л.Соловьев, Проворнов, Яковлев... |                      |         |               |      |

| 31 мая | «Динамо»                                                                                 | 9:0     | «Локомотив» | «Динамо» (малый)               |
| | - Трофимов 18′ 60′ - Назаров 30′ 55′ - С.Ильин 40′ 41′ 59′ - С.Соловьев 48′ - Якушин 78′ | (отчёт) |             | Зрителей: 2 000 Судья: Н.Мохов |
| Динамо: Фокин - Радикорский, Чернышев, Киселев - Блинков, Палыска - Трофимов, Якушин , С.Соловьев, Назаров, С.Ильин Локомотив: Карпов - Андреев , Мельников - Борискин, Золотухин, Вышинский - Хлопотин, Завидонов, Дурновский, А.Сальников, Стебаков |                                                                                          |         |             |                                |

| 31 мая                                            | «Крылья Советов» | 11:1 | «Строитель» | МВО |
|                                                   | - Севидов 4′ 2Т′ |      |             |     |
| Крылья Советов: ...В.Егоров, Ратников, Севидов... |                  |      |             |     |

| 11 июн | в/ч т.Иванова | 8:0 | «Зенит» | «юных пионеров» |

| 14 июн                         | «Крылья Советов» | 2:0     | «Спартак» | «Пищевик» |
|                                | - Ступаков 18′   | (отчёт) |           |           |
| Крылья Советов: ...Ступаков... |                  |         |           |           |

| 14 июн | «Динамо» | 11:0    | «Строитель» | «юных пионеров»                 |
| | - Бесков 9′ 48′ - Якушин 38′ 83′ - С.Ильин 40′ 42′ 75′ - Трофимов 44′ - Семичастный 50′ 63′ - С.Соловьев 55′ | (отчёт) |             | Зрителей: 2 000 Судья: С.Руднев |
| Динамо: Фокин - Радикорский, Чернышев, Киселев - Вс.Блинков, Палыска - Трофимов (46' Семичастный), Якушин , С.Соловьев, Бесков, С.Ильин «Строитель»: Белоярцев - Сухарев, Саванов , Ярцев - Микульшин, Зенкин - Корнеев, Неушев, Б.Квашнин, А.Полевой, А.Демин | |         |             |                                 |

| 14 июн                                                                              | «Торпедо»                                                         | 8:0 | «Зенит» | МВО |
|                                                                                     | - Г.Жарков 20′ - Митронов - М.Степанов - Н.Морозов-II - Пономарев |     |         |     |
| Торпедо: ...Алякринский, Н.Морозов-II, М.Степанов, Г.Жарков, Митронов, Пономарев... |                                                                   |     |         |     |

| 14 июн | в/ч т.Иванова | 12:1 | «Мясокомбинат» |  |

| 21 июн | «Динамо»                       | 2:1     | «Спартак»   | «Сталинец»                       |
| | - С.Соловьев 50'(пен.) 50′ 62′ | (отчёт) | - 73′ Щагин | Зрителей: 7 000 Судья: С.Демидов |
| Динамо: Фокин - Радикорский 76', Чернышев, Киселев - Вс.Блинков, Палыска - Семичастный, Якушин , С.Соловьев, Бесков, С.Ильин · Спартак: Акимов - Вик. Соколов, Вас. Соколов, Тучков - Малинин, Б.Соколов - Смыслов 70', Глазков, А.Соколов, Степанов (65' Щагин), Н.Морозов-I |                                |         |             |                                  |

| 21 июн                   | «Торпедо»             | 3:2 | «Локомотив» |  |
|                          | - Пономарев 1:1′ 2:2′ |     |             |  |
| Торпедо: ...Пономарев... |                       |     |             |  |

| 21 июн | в/ч т.Иванова | 10:0 | «Строитель» |  |

| 21 июн | «Крылья Советов» | 5:0 | «Мясокомбинат» |  |

| 28 июн | «Спартак»                     | 2:0     | «Торпедо» | «Сталинец»                            |
| | - Глазков 77′ - А.Соколов 79′ | (отчёт) |           | Зрителей: 12 000 Судья: Н.Лопатинский |
| Спартак: ...Вас. Соколов, Смыслов, А.Соколов, В.Степанов, Б.Соколов, Глазков, … Торпедо: Разумовский - Алякринский, Маслов, Мошкаркин - Н.Морозов-II, Н.Ильин - М.Степанов, Г.Жарков, Ал-р Пономарёв, В.Жарков, … |                               |         |           |                                       |

| 28 июн                                  | «Крылья Советов»               | 2:1 | в/ч т.Иванова | МВО |
|                                         | - Севидов 1:0′ - В.Егоров 2:1′ |     |               |     |
| Крылья Советов: ...Севидов, В.Егоров... |                                |     |               |     |

В этом туре был анонсирован матч «Локомотив» — «Зенит», но отчет об этой игре отсутствует
| 5 июл | «Динамо» | 0:0     | в/ч т.Иванова | «Динамо» (малый)                |
| |          | (отчёт) |               | Зрителей: 7 000 Судья: Н.Павлов |
| Динамо: Фокин - Радикорский, Чернышев, Киселев - Вс.Блинков, Палыска - Семичастный, Якушин , С.Соловьев, Бехтенев, С.Ильин в/ч т.Иванова: Бычков - Крутьковский, Л.Соловьев , Никульцев - Малявкин, Коробко - Пискарев, Проворнов, Яковлев, Балясов, Зиновьев |          |         |               |                                 |

| 5 июл | «Торпедо» | 2:2 | «Мясокомбинат» |  |

| 5 июл | «Спартак» | 2:0 | «Локомотив» | «Локомотив» |

В этом туре был анонсирован матч «Строитель» — «Зенит», но отчет об этой игре отсутствует
| 23 июл | «Динамо»                                                                  | 6:0     | «Мясокомбинат» | «Динамо» (малый)               |
| | - Якушин 12′ - Назаров 25′ 64′ - Бесков 35′ - Бехтенев 71′ - Трофимов 83′ | (отчёт) |                | Зрителей: 2 500 Судья: Н.Мохов |
| Динамо: Кочетов - Станкевич, Чернышев, Киселев - Вс.Блинков, Палыска - Бесков, Якушин , Назаров, Бехтенев, Трофимов |                                                                           |         |                |                                |

| 23 июл | «Спартак» | 4:0 | «Строитель» | «Пищевик» |

| 26 июл | «Динамо» | 15:0    | «Зенит» | «юных пионеров»                  |
| | - С.Ильин 6′ 18′ 49′ 52′ 75′ - Ал-й Пономарев 12′ 43′ - Карцев 23′ 36′ 39′ 56′ 78′ - С.Соловьев 32′ 64′ - Назаров 85′ | (отчёт) |         | Зрителей: 2 000 Судья: И.Широков |
| Динамо: Медведев - Радикорский, Чернышев , Станкевич - Вс.Блинков, Бехтенев - Трофимов, Карцев, С.Соловьев, Ал-й Пономарев (46' Назаров), С.Ильин | |         |         |                                  |

| 26 июл | «Локомотив» | 1:1 | «Строитель» |  |

| 26 июл                                                 | «Торпедо»  | 2:1 | «Крылья Советов» |  |
|                                                        | - Г.Жарков |     | - Марушкин       |  |
| Торпедо: ...Г.Жарков... Крылья Советов: ...Марушкин... |            |     |                  |  |

| 26 июл переигровка | «Спартак» | 4:3 | «Мясокомбинат» |  |

| 7 июн аннулирован | «Спартак» | 4:0 | «Мясокомбинат» |  |

| 29 июл | «Динамо»                       | 2:0     | «Торпедо» | «Динамо» (малый)                |
| | - С.Соловьев 55′ - Назаров 62′ | (отчёт) |           | Зрителей: 5 000 Судья: Н.Павлов |
| Динамо: Медведев - Радикорский, Чернышев , Станкевич - Вс.Блинков, Бехтенев - Трофимов, Карцев, С.Соловьев, Назаров, С.Ильин Торпедо: Разумовский - Алякринский , Загрецкий, Ремин - Маслов, Н.Морозов-II - М.Степанов, Митронов, Пономарев, Г.Жарков, В.Жарков |                                |         |           |                                 |

| 2 авг | «Динамо»                     | 2:0     | «Крылья Советов» | «Динамо» (малый)                 |
| | - Трофимов 25′ - Назаров 73′ | (отчёт) |                  | Зрителей: 5 000 Судья: И.Широков |
| Динамо: Медведев - Антоневич, Чернышев , Станкевич - Вс.Блинков, Бехтенев - Трофимов, Карцев, С.Соловьев, Назаров, С.Ильин Крылья Советов: Головкин - Алешин, Чернов, Карелин - В.Егоров, С.Артемьев - Ратников, Марушкин (60' Алексеев), Ступаков, Севидов, Енушков |                              |         |                  |                                  |

| ? | «Крылья Советов» | 4:2 | «Локомотив» |  |

| ? | «Торпедо» | 2:1 | в/ч т.Иванова |  |

| ? | в/ч т.Иванова | 3:1 | «Локомотив» |  |

| ? | «Локомотив» | 3:0 | «Мясокомбинат» |  |